# Emidio Bruni
Emidio Bruni (Ascoli Piceno, 5 ottobre 1928 – Pesaro, 14 aprile 2014) è stato un politico e partigiano italiano.

## Biografia
In giovane età partecipa alla Resistenza italiana. 
Esponente del Partito Comunista Italiano, è sindaco della città di Gradara per oltre un decennio. Viene eletto nella V legislatura alla Camera (restando in carica dal 1968 al 1972) e poi nella VI al Senato, concludendo il mandato nel 1976.
Muore all'età di 85 anni nell'aprile del 2014.